# Петер Сольберґ
Пе́тер Со́льберґ (в пресі вживається також англ. Petter "Hollywood" Solberg) (*18 листопада 1974, Аскім, Остфолл, Норвегія) — норвезький автогонщик, чемпіон світу з ралі 2003 року, неодноразовий призер чемпіонату світу з ралі. В чемпіонатах світу виступав за заводські команди Форд (1999—2000) та Субару (2000—2008). З 2009 року є власником команди Petter Solberg Rally MSN Edition за яку виступає в абсолютному заліку серед пілотів WRC. З 1999 року регулярно виступає в екіпажі з британським штурманом Філом Мілзом.

## Родина
Петер Сольберґ є молодшим братом відомого автогонщика Хеннінґа Сольберґа. Дружина Петера — шведка Перніла Валфрідссон (Pernilla Walfridsson) є донькою колишнього заводського пілота Вольво Пер-Інґе Вілфрідссона (Per-Inge «Pi» Walfridsson), чемпіона Європи з ралі-кросу 1980 року. Сама Перніла певний час вважалася однією з найшвидших ралісток світу. Подружжя Сольберґів має сина — Олівера. Батьки Петера і Хеннінґа: мати — Тове Сольберґ і батько Тере Сольберґ були активними учасниками змагань з норвезького варіанту автокросу (норв. bilcross) і прищепили свою любов до спорту синам.

## Початок кар'єри
Автомобільним спортом Петер за допомогою батьків почав займатися з дитинства. В 13 років він став чемпіоном Норвегії у змаганнях радіокерованих моделей автомобілів. Перший виступ Петера в автогонках стався буквально через пару годин після досягнення ім 18-річчя та отримання прав на водіння автомобіля. П. Сольберг вигравав у 1995 та 1996 роках чемпіонати Норвегії з ралі-кросу та гірських гонок, у 1998 році виграв чемпіонат Норвегії з ралі. Після нього п'ять років поспіль (1999—2003) чемпіоном країни ставав його старший брат Хеннінг. В 1998 році Петер був запрошений до ралійної заводської команди Форд.

## Досягнення у чемпіонатах світу з ралі

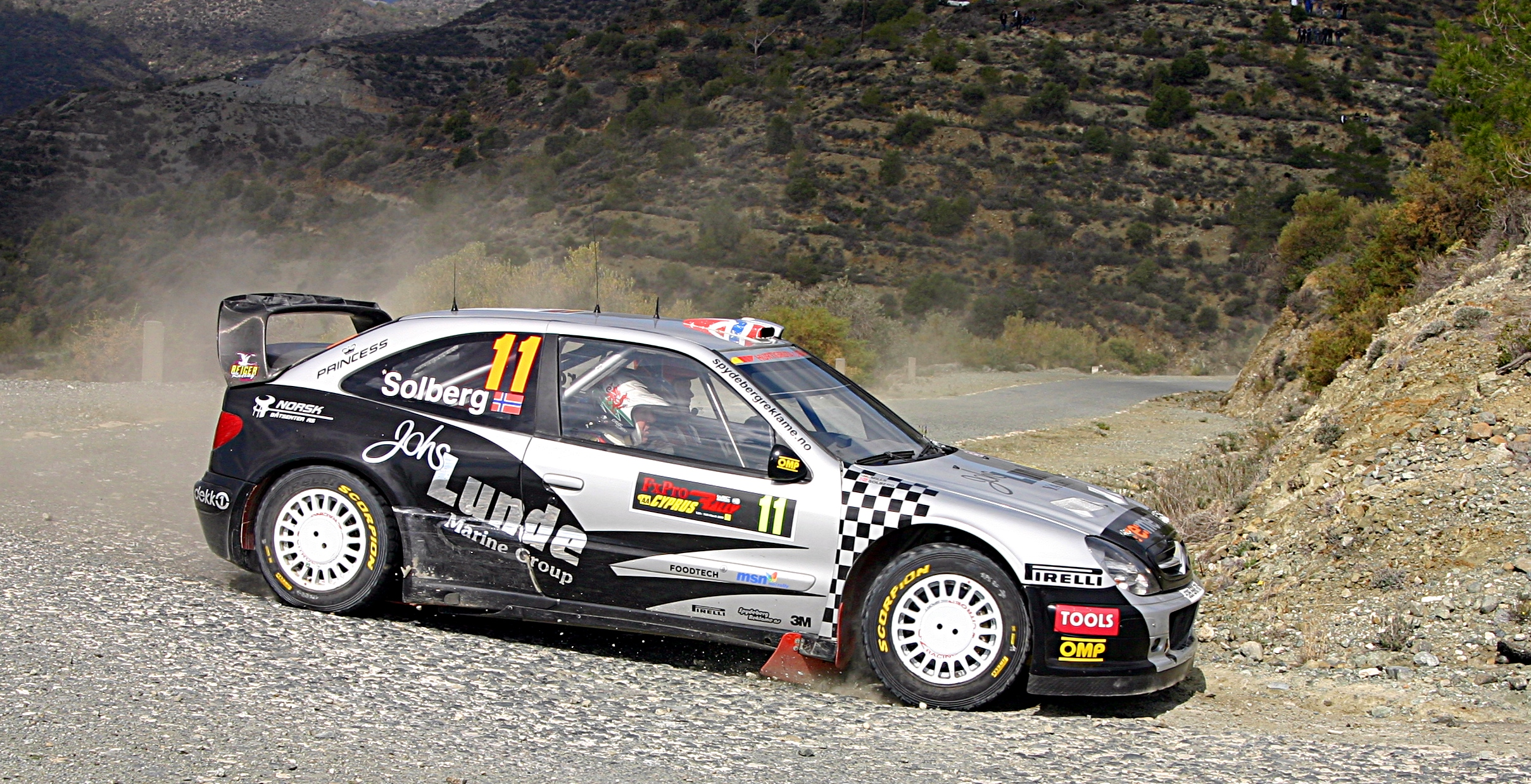
Петер Сольберґ на Citroen Xsara WRC в ралі Кіпру 2009

| Рік  | Команда                                 | Автомобіль              | Місце | Етапів | Очок | Перемог на: | Перемог на: | Сходів |
| Рік  | Команда                                 | Автомобіль              | Місце | Етапів | Очок | етапах      | СД          | Сходів |
| ---- | --------------------------------------- | ----------------------- | ----- | ------ | ---- | ----------- | ----------- | ------ |
| 2009 | Petter Solberg Rally MSN Edition        | Citroen Xsara WRC       | 5     | 2      | 9    | 0           | 3           | 0      |
| 2008 | Subaru World Rally Team                 | Subaru Impreza WRC 08   | 6     | 15     | 46   | 0           | 15          | 2      |
| 2007 | Subaru World Rally Team                 | Subaru Impreza WRC 07   | 5     | 16     | 47   | 0           | 13          | 4      |
| 2006 | Subaru World Rally Team                 | Subaru Impreza WRC 06   | 6     | 16     | 40   | 0           | 38          | 4      |
| 2005 | Subaru World Rally Team                 | Subaru Impreza WRC 05   | 2     | 16     | 71   | 3           | 49          | 4      |
| 2004 | 555 Subaru World Rally Team             | Subaru Impreza WRC 04   | 2     | 16     | 82   | 5           | 94          | 4      |
| 2003 | 555 Subaru World Rally Team             | Subaru Impreza WRC 03   | 1     | 14     | 72   | 4           | 48          | 3      |
| 2002 | 555 Subaru World Rally Team             | Subaru Impreza WRC 02   | 2     | 14     | 37   | 1           | 32          | 4      |
| 2001 | Subaru World Rally Team                 | Subaru Impreza WRC 01   | 10    | 14     | 11   | 0           | 16          | 6      |
| 2000 | Petter Solberg, Subaru World Rally Team | Subaru Impreza WRC 2000 | 10    | 4      | 0    | 0           | 4           | 3      |
| 2000 | Ford Motor Co Ltd                       | Ford Focus RS WRC 00    | 10    | 6      | 6    | 0           | 8           | 3      |
| 1999 | Ford Motor Co Ltd                       | Ford Focus WRC          | 19    | 6      | 2    | 0           | 0           | 0      |
| 1998 | Shell Norge, Petter Solberg             | Toyota Celica GT-Four   | —     | 2      | 0    | 0           | 0           | 1      |